# アーニー・ロス
アーニー・ロス（Ernie Roth、1929年6月7日 - 1983年10月12日）はアメリカ合衆国のプロレスリング・マネージャー。オハイオ州カントン出身。
ザ・グランド・ウィザード（The Grand Wizard）などのリングネームで知られる（日本では、グラン・ウィザードと表記された）。
フレッド・ブラッシー、キャプテン・ルー・アルバーノと共に、ビンス・マクマホン・シニア体制下のWWWF / WWFを代表するヒールのマネージャーとして活躍した。

## 来歴
前身はラジオのディスクジョッキーで、持ち前のトークの才能を武器に、1960年よりプロレスのマネージャーとなる。J・ウェリントン・ラドクリフ（J. Wellington Radcliffe）、ミスター・クリーン（Mr. Klean）、アームストロング・ケイ（Armstrong Kay）など何度かリングネームを変更し、1960年代初頭にはジョニー・バレンド&マグニフィセント・モーリスのマネージメントを担当。レスラーではないにもかかわらず、彼らと組んでの変則タッグマッチにも出場した。デトロイト時代にはアブドーラ・ファルーク（Abdullah Farouk）の名でザ・シークのマネージャーも務めた。

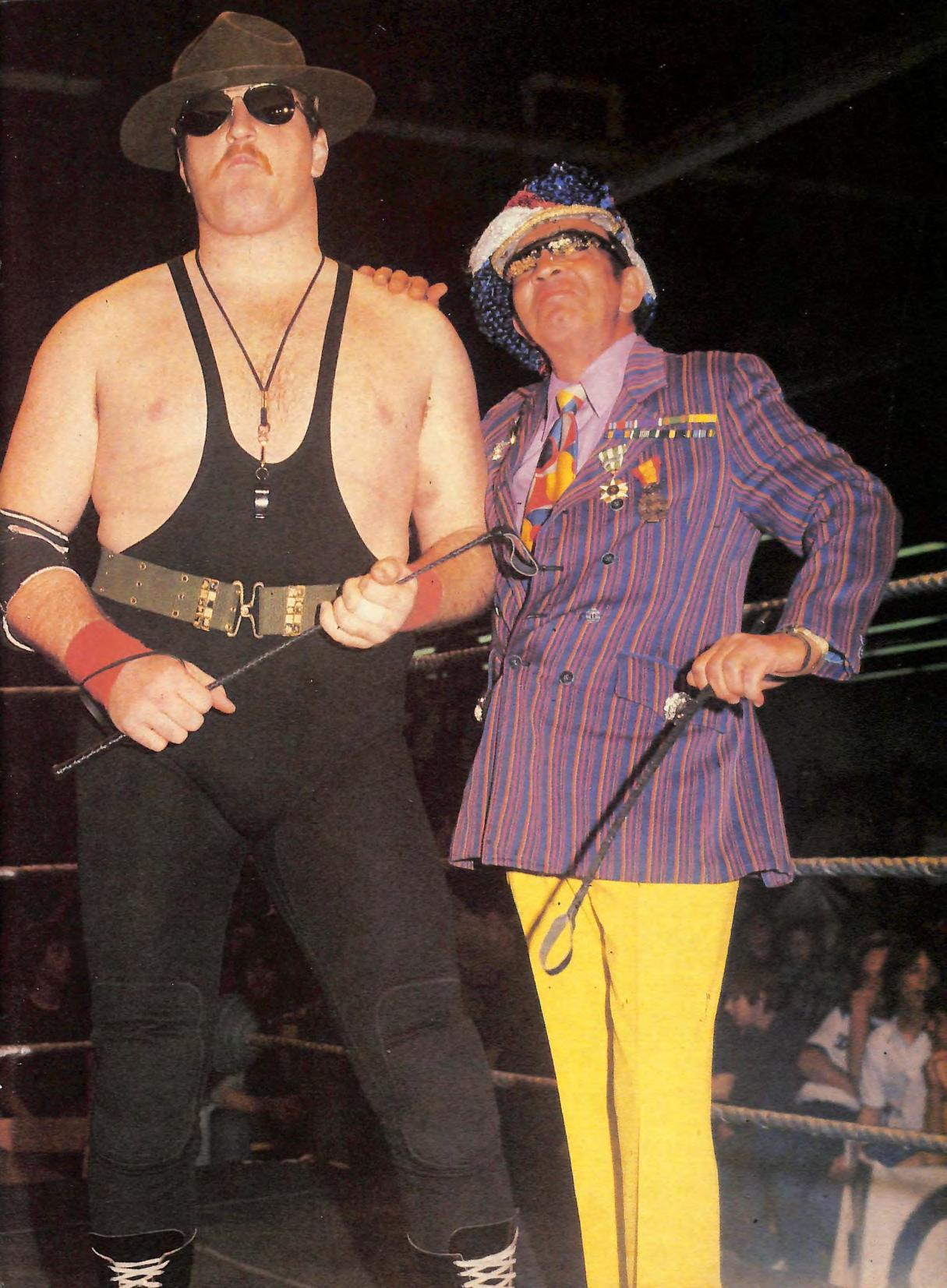
サージェント・スローター（左）をマネージメントするグラン・ウィザード

この時のキャラクターを元に、ニューヨークのWWWFで「偉大なるレスリングの魔術師」ザ・グランド・ウィザード・オブ・レスリング（The Grand Wizard of Wrestling）に変身。シーク、キラー・コワルスキー、アーニー・ラッド、ブラックジャック・マリガン、スタン・スタージャック、ボビー・ダンカン、ブルーザー・ブロディ、スーパースター・ビリー・グラハム、パット・パターソン、グレッグ・バレンタイン、サージェント・スローター、カウボーイ・ボブ・オートン、マスクド・スーパースターなどをマネージメントする。特にビリー・グラハムのマネージャーとして著名であり、1977年4月30日にはブルーノ・サンマルチノを下してWWWFヘビー級王座の奪取を成功させた。
晩年にはNWAから移籍してきたポール・オーンドーフのマネージャーを務めることが決まっていたが、ビンス・マクマホン・ジュニアによるWWF全米進出計画が始まる直前の1983年10月12日、心臓発作により死去。54歳没。
1995年、WWF殿堂に迎えられた（インダクターはサージェント・スローター）。

## 私生活
彼は死後に同性愛者であることが明らかになったが、一部の人々は彼の生前にその性的指向を知っていたと主張している。

## 担当選手

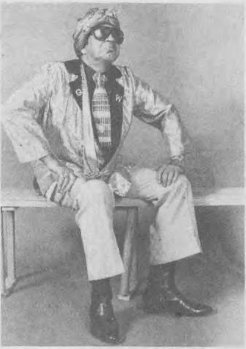
グラン・ウィザード（1982年）

- マグニフィセント・モーリス
- ハンサム・ジョニー・バレンド
- ザ・シーク
- ブル・カリー
- パンピロ・フィルポ
- クレージー・ルーク・グラハム
- タイガー・ジェット・シン
- オックス・ベーカー
- ドン・レオ・ジョナサン
- スタン・スタージャック
- キラー・コワルスキー
- キング・イヤウケア
- アーニー・ラッド
- ブラックジャック・マリガン
- ボビー・ダンカン
- ジョージ・スティール

- スーパースター・ビリー・グラハム
- イワン・コロフ
- バグジー・マグロー
- ブルーザー・ブロディ
- プロフェッサー・タナカ
- ミスター・フジ
- ハンサム・ジミー・バリアント
- パット・パターソン
- グレッグ・バレンタイン
- ケン・パテラ
- ハッサン・アラブ
- サージェント・スローター
- マグニフィセント・ムラコ
- カウボーイ・ボブ・オートン
- プレイボーイ・バディ・ローズ
- マスクド・スーパースター